# Margaret Dumont
Margaret Dumont (Brooklyn (New York), 20 oktober 1882 - Hollywood, 6 maart 1965) was een Amerikaans actrice. Zij was bekend als de vaste vrouwelijke aangever van Groucho Marx in zeven Marx Brothers-films. Zo werd zij door Groucho genoemd als de vijfde Marx Brother. Ook heeft Margaret Dumont op het toneel gestaan.
Margaret Dumont was getrouwd met miljonair John Moller Jr. van 1910 tot aan zijn dood in 1918.

## Filmografie
- A Tale of Two Cities (1917)
- Enemies of Women (1923)
- The Cocoanuts (1929)
- Humorous Flights (1929)
- Animal Crackers (1930)
- The Girl Habit (1931)
- Here, Prince (1932)
- Duck Soup (1933)
- Kentucky Kernels (1934)
- Gridiron Flash (1934)
- Fifteen Wives (1934)
- We're Rich Again (1934)
- A Night at the Opera (1935)
- Rendezvous (1935)
- Orchids to You (1935)
- Reckless (1935)
- Gypsy Sweetheart (1935)
- After Office Hours (1935)
- Song and Dance Man (1936)
- Anything Goes (1936)
- Wise Girl (1937)
- High Flyers (1937)
- Youth on Parole (1937)
- The Life of the Party (1937)
- A Day at the Races (1937)
- Dramatic School (1938)
- At the Circus (1939)
- The Women (1939)
- Never Give A Sucker An Even Break (1941)
- The Big Store (1941)
- For Beauty's Sake (1941)
- Rhythm Parade (1942)
- About Face (1942)
- Sing Your Worries Away (1942)
- Born to Sing (1942)
- The Dancing Masters (1943)
- Bathing Beauty (1944)
- Seven Days Ashore (1944)
- Up in Arms (1944)
- Sunset in El Dorado (1945)
- Diamond Horseshoe (1945)
- The Horn Blows at Midnight (1945)
- Susie Steps Out (1946)
- Little Giant (1946)
- Stop, You're Killing Me (1952)
- Three for Bedroom C (1952)
- Shake, Rattle & Rock! (1956)
- Auntie Mame (1958)
- Zotz! (1962)
- What a Way to Go! (1964)

## Televisieseries
- The Stu Erwin Show (1951-1952)
- My Friend Irma (1952-1953)
- Hollywood Opening Night (1953)
- Studio 57 (1956)
- The Bob Hope Show (1956)
- The Donna Reed Show (1959)
- The Dinah Shore Chevy Show (1960)